# تیم ملی فوتبال ساحلی تایلند
تیم ملی فوتبال ساحلی تایلند نماینده تایلند در مسابقات بین‌المللی فوتبال ساحلی است. تیم ملی فوتبال ساحلی تایلند مقام چهارم جام جهانی فوتبال ساحلی ۲۰۰۲ را کسب کرده است.